# ESAB

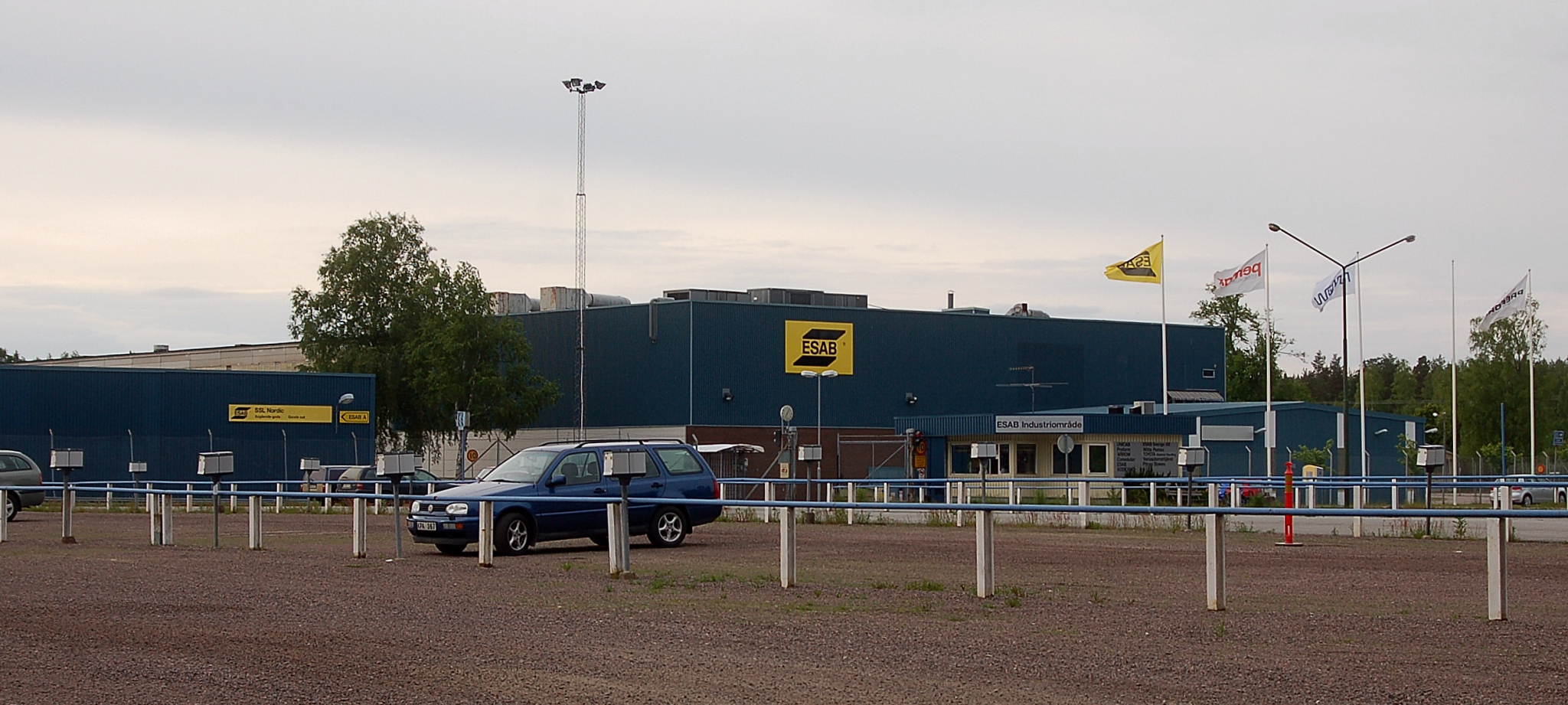

ESAB, Elektriska Svetsnings-Aktiebolaget — шведская промышленная компания основанная в 1904 году в Гётеборге.

## История
История ЭСАБ — это история самой сварки. Когда в 1904 году Оскар Кьелльберг разработал первый покрытый электрод для сварки, он заложил основы предприятия, инновационный дух и безупречные стандарты которого определили историю сварочной технологии.
Уже более 110 лет в основе всего, что делает ЭСАБ, лежит постоянный поиск новых и более эффективных способов обслуживания заказчиков. Благодаря этому компания ЭСАБ стала мировым лидером в области производства продукции для сварки и передовых систем резки.
В 2012 году ЭСАБ был приобретен корпорацией Colfax — одной из ведущих мировых компаний в сфере многоотраслевого промышленного производства. Как и компания ЭСАБ, корпорация Colfax ориентирована на своих заказчиков и уделяет пристальное внимание постоянным инновациям и улучшениям.
1906: начинается инновационное развитие. Челльберг получает патент на свое уникальное изобретение — первый в мире покрытый сварочный электрод.
1937: технологический прорыв. Изобретен метод дуговой сварки под флюсом — универсальный способ, позволяющий быстро, последовательно, без дополнительных технологических операций и безопасно наплавлять большое количество металла.
1944: революционная технология. Представлен новый метод сварки TIG (Heliarc — дуговая сварка неплавящимся электродом в инертном газе), позволяющий лучше контролировать сварочный процесс и получать более высокие результаты.
1950: качественный переход. Разработана технология дуговой сварки плавящимся электродом в среде защитного газа (GMAW), или MIG/MAG. Универсальность и скорость делают этот метод наиболее популярным в промышленности процессом сварки.
1955: появление плазменной резки. Подразделение Linde компании Union Carbide изобретает технологию резки металлов с помощью плазменной дуги. Впоследствии компания Linde была переименована в L-Tec и приобретена ЭСАБ.
1993: пионер в области сварочных материалов. Появляется упаковка Marathon Pac — уникальная схема укладки сплошной и порошковой проволоки.
1996: первая в своем роде. Компания ЭСАБ поставляет первую машину для сварки трением SuperStir™ норвежскому предприятию Marine Aluminum.
2010: высокоскоростное решение. Разработан скоростной процесс сварки под флюсом, позволяющий добиваться отличного качества сварочных швов при высоком уровне производительности.
2012: технология новейшего поколения. ICE™, технология сварки под флюсом новейшего поколения, основана на передовом процессе двойной дуговой сварки, разработанном компанией ЭСАБ.